# Rio Glodoasa
O Rio Glodoasa é um rio da Romênia, afluente do Doftana, localizado no distrito de Prahova.